# Reginald Gardiner

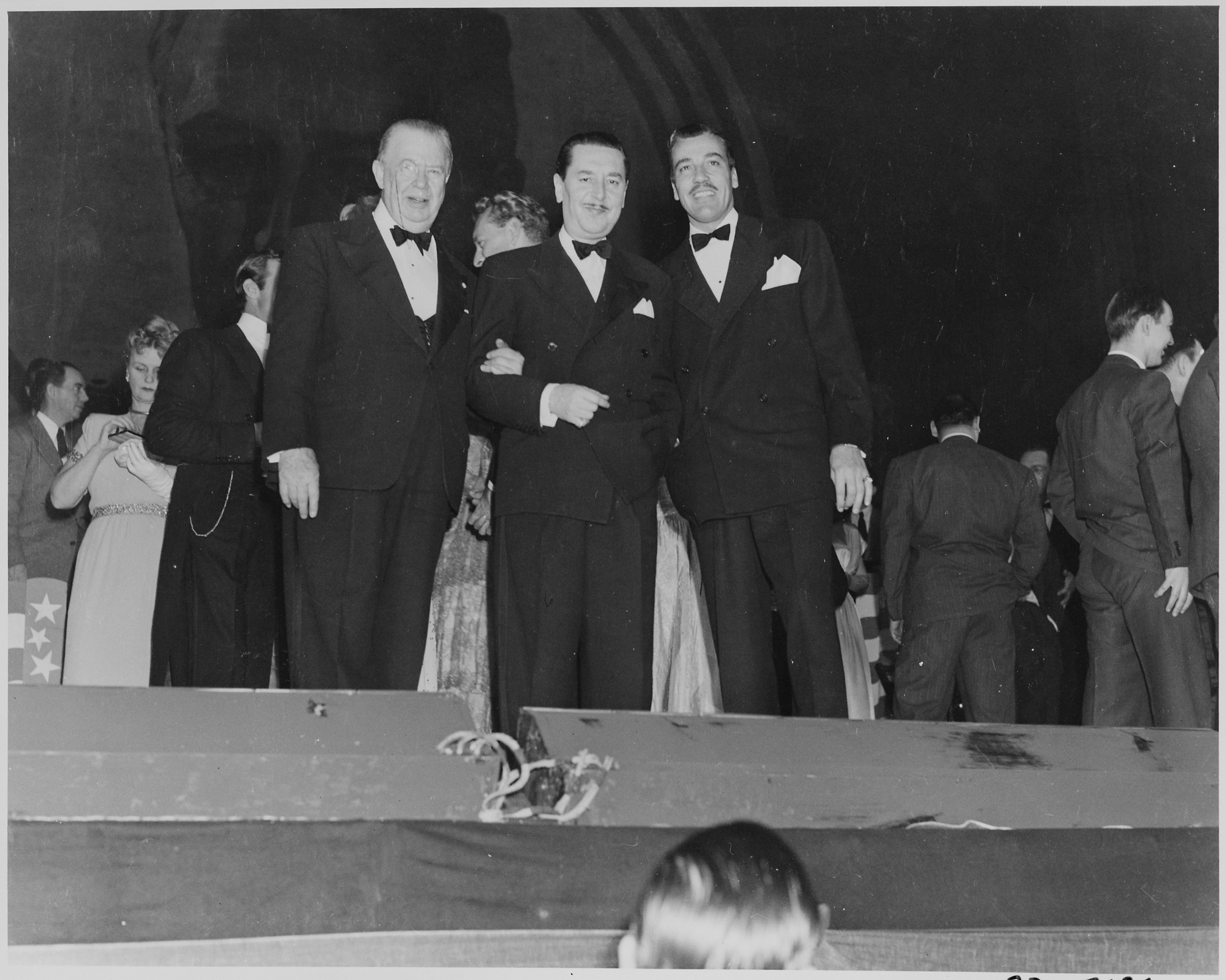
Reginald Gardiner (Mitte) mit Charles Coburn und Cesar Romero bei einem Ball im Weißen Haus (1946)

William Reginald Gardiner (* 27. Februar 1903 in London, England; † 7. Juli 1980 in Westwood, Kalifornien) war ein britischer Schauspieler.

## Leben und Karriere
Reginald Gardiners war Absolvent der Royal Academy of Dramatic Art und absolvierte 1927 sein Filmdebüt mit einer Komparsenrolle in Alfred Hitchcocks Stummfilm Der Mieter. In den folgenden Jahren arbeitete der schwarzhaarige Darsteller regelmäßig im britischen Film, zusätzlich stand er auf Londoner Theaterbühnen. Hier konnte Gardiner schon bald erste Erfolge mit seinen Auftritten in Musicals aufweisen, wodurch er zu einer gewissen Prominenz gelangte.
Mitte der 1930er-Jahre wanderte Gardiner in die Vereinigten Staaten aus, wo er zunächst in zwei Stücken am Broadway zu sehen war. Anschließend zog es Gardiner zur Filmindustrie nach Hollywood, wo er bereits nach kurzer Zeit zu einem beliebten Nebendarsteller wurde. Mit seinem bleistiftdünnen Schnurrbart und seiner großen Statur karikierte Gardiner vor allem britische Butler, Aristokraten und Offiziere. Eine seiner ersten wichtigeren Rollen hatte er 1937 im Filmmusical Ein Fräulein in Nöten an der Seite von Fred Astaire. Zwei Jahre später bildete er den Gegenpart zu Laurel und Hardy in der Militärkomödie In der Fremdenlegion. Gardiners vermutlich bekannteste Filmrolle war der Kommandeur Schultz in Charlie Chaplins berühmter Hitler-Parodie Der große Diktator aus dem Jahre 1940, wobei seine Figur sich im Laufe des Filmes von einem Nazi-Helfer zu einem Widerstandskämpfer wandelt. Bis in die späten 1960er-Jahre trat Gardiner regelmäßig in Hollywoodfilmen auf und hatte zudem einige Fernsehauftritte.
Bekannt wurde er auch in den 1950er-Jahren für seine Imitationen und Vorträge über Züge im britischen Kinderprogramm. Seine Zugimitationen sollen sogar George VI. so beeindruckt haben, dass er ihn in den Buckingham Palace bestellte.
Seine erste Ehe mit Wyn Richmond war geschieden worden, bevor er im Jahre 1942 die Russin Nadia Petrova (1913–2000) heiratete. Die Ehe, aus der ein Sohn hervorging, hielt bis zu Gardiners Tod. Reginald Gardiner starb im Alter von 77 Jahren an einem Herzinfarkt in Verbindung mit einer Lungenentzündung. Gardiners Sohn, der Filmproduzent Peter Robert Gardiner (1949–2011), war von 1988 bis 2009 mit Christina Palastanga, der Tochter von Hildegard Knef verheiratet.

## Filmografie (Auswahl)
- 1927: Der Mieter (The Lodger: A Story of the London Fog)
- 1931: The Perfect Lady
- 1933: Just Smith
- 1935: Opening Night
- 1936: Zum Tanzen geboren (Born To Dance)
- 1937: Ein Fräulein in Nöten (A Damsel in Distress)
- 1938: Vorhang auf für Judy (Everybody Sing)
- 1938: Marie-Antoinette
- 1938: Singende Herzen (Sweethearts)
- 1939: In der Fremdenlegion (The Flying Deuces)
- 1939: The Night of the Nights
- 1940: Hochzeit wider Willen (The Doctor Takes a Wife)
- 1940: Der große Diktator (The Great Dictator)
- 1941: A Yank in the R.A.F.
- 1941: Waffenschmuggler von Kenya (Sundown)
- 1941: Der Mann, der zum Essen kam (The Man Who Came to Dinner)
- 1942: Helden der Lüfte (Captains of the Clouds)
- 1943: Auf ewig und drei Tage (Forever and a Day)
- 1945: Der Engel mit der Trompete (The Horn Blows at Midnight)
- 1945: Molly and Me
- 1945: Weihnachten nach Maß (Christmas in Connecticut)
- 1945: Dolly Sisters (The Dolly Sisters)
- 1946: Sinfonie in Swing (Do You Love Me)
- 1946: Cluny Brown auf Freiersfüßen (Cluny Brown)
- 1948: Rache ohne Gnade (Fury at Furnace Creek)
- 1948: Die Frau im Hermelin (That Lady in Ermine)
- 1948: Ich heirate dich doch (That Wonderful Urge)
- 1950: Varieté-Prinzessin (Wabash Avenue)
- 1950: I’ll Get By
- 1951: Okinawa (Halls of Montezuma)
- 1951: Cornelia tut das nicht (Elopement)
- 1952: Androkles und der Löwe (Androcles and the Lion)
- 1954: Die Spinne (Black Widow)
- 1955: Alice in Wonderland (Fernsehfilm)
- 1956: Die falsche Eva (The Birds and the Bees)
- 1957: The Story of Mankind
- 1958: Der Babysitter (Rock-A-Bye Baby)
- 1959: Alfred Hitchcock präsentiert (Alfred Hitchcock Presents, Fernsehserie, Folge 4x29)
- 1961: Endstation Paris (Back Street)
- 1962: Mr. Hobbs macht Ferien (Mr. Hobbs Takes a Vacation)
- 1963: Am Fuß der blauen Berge (Laramie, Fernsehserie, Folge 4x29)
- 1964: 77 Sunset Strip (Fernsehserie, Folge 6x19)
- 1964: Immer mit einem anderen (What a Way to Go!)
- 1964: Perry Mason (Fernsehserie, Folge 7x30)
- 1964: Amos Burke (Burke’s Law, Fernsehserie, 3 Folgen)
- 1965: Bitte nicht stören! (Do Not Disturb)
- 1966: Solo für O.N.C.E.L. (The Man from U.N.C.L.E., Fernsehserie, Folge 2x27)
- 1966–1967: The Pruitts of Southampton (Fernsehserie, 17 Folgen)
- 1967: Batman (Fernsehserie, 2 Folgen)
- 1967: Verliebt in eine Hexe (Bewitched, Fernsehserie, Folge 4x15 Kindermädchen gesucht)
- 1968: Die Monkees (The Monkees, Fernsehserie, Folge 2x23)